# Telmatoscopus albipunctoides
Telmatoscopus albipunctoides är en tvåvingeart som beskrevs av Quate 1959. Telmatoscopus albipunctoides ingår i släktet Telmatoscopus och familjen fjärilsmyggor. Inga underarter finns listade i Catalogue of Life.